# Episcia
Episcia é um género botânico pertencente à família Gesneriaceae, encontrado nas regiões tropicais da América Central e América do Sul.

## Sinonímia
Centrosolenia, Cyrtodeira, Physodeira

## Espécies
Composto por 74 espécies:

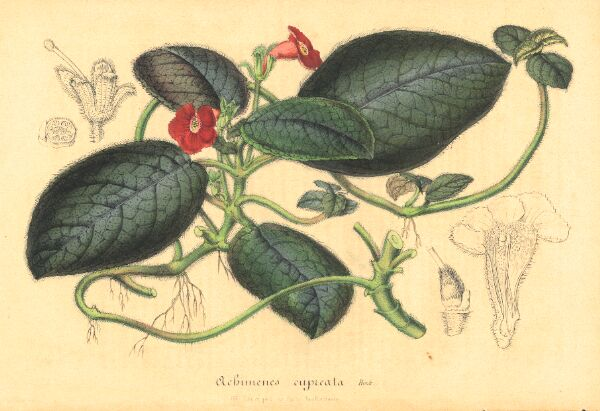
Episcia cupreata

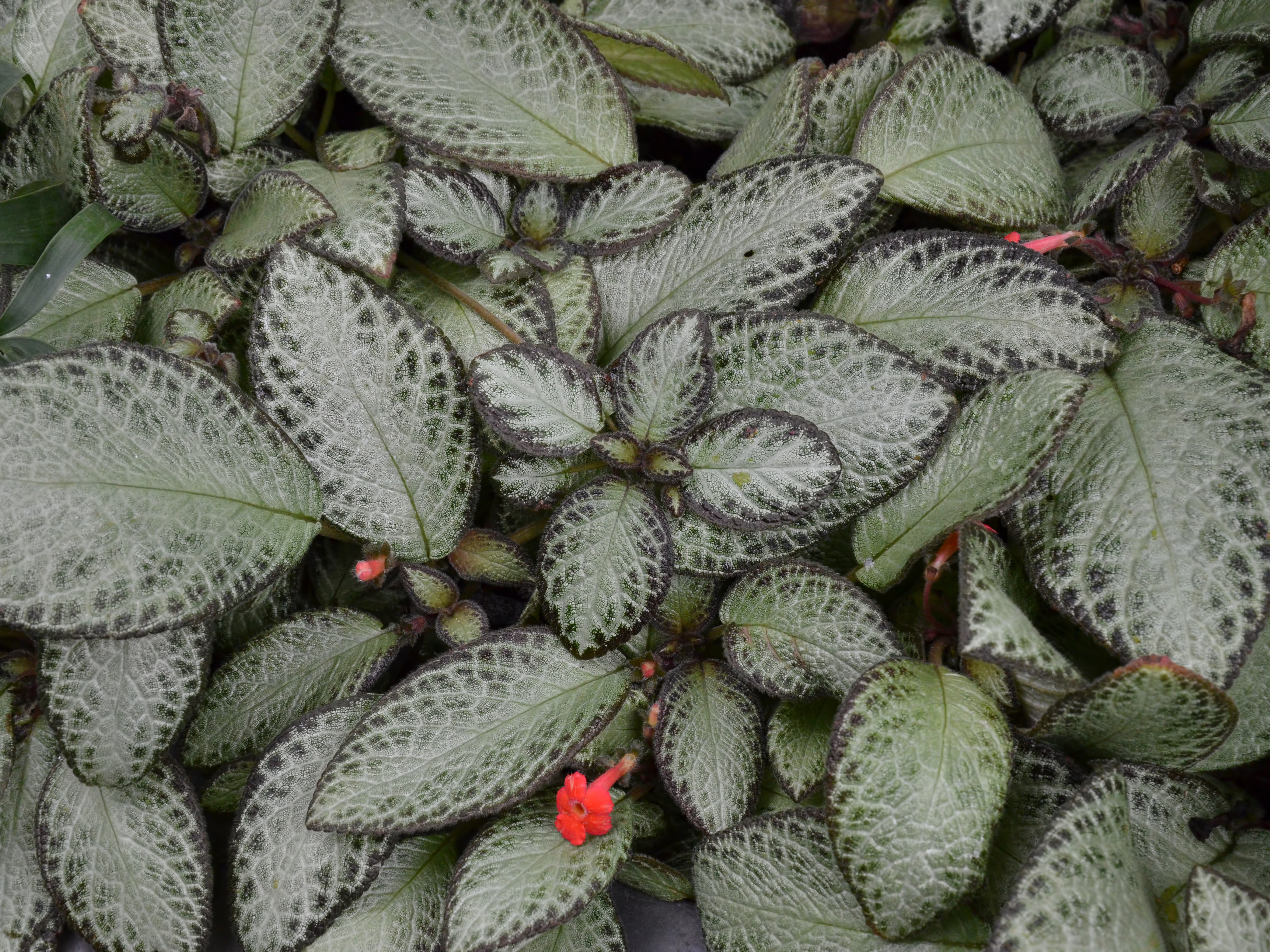
Episcia reptans.

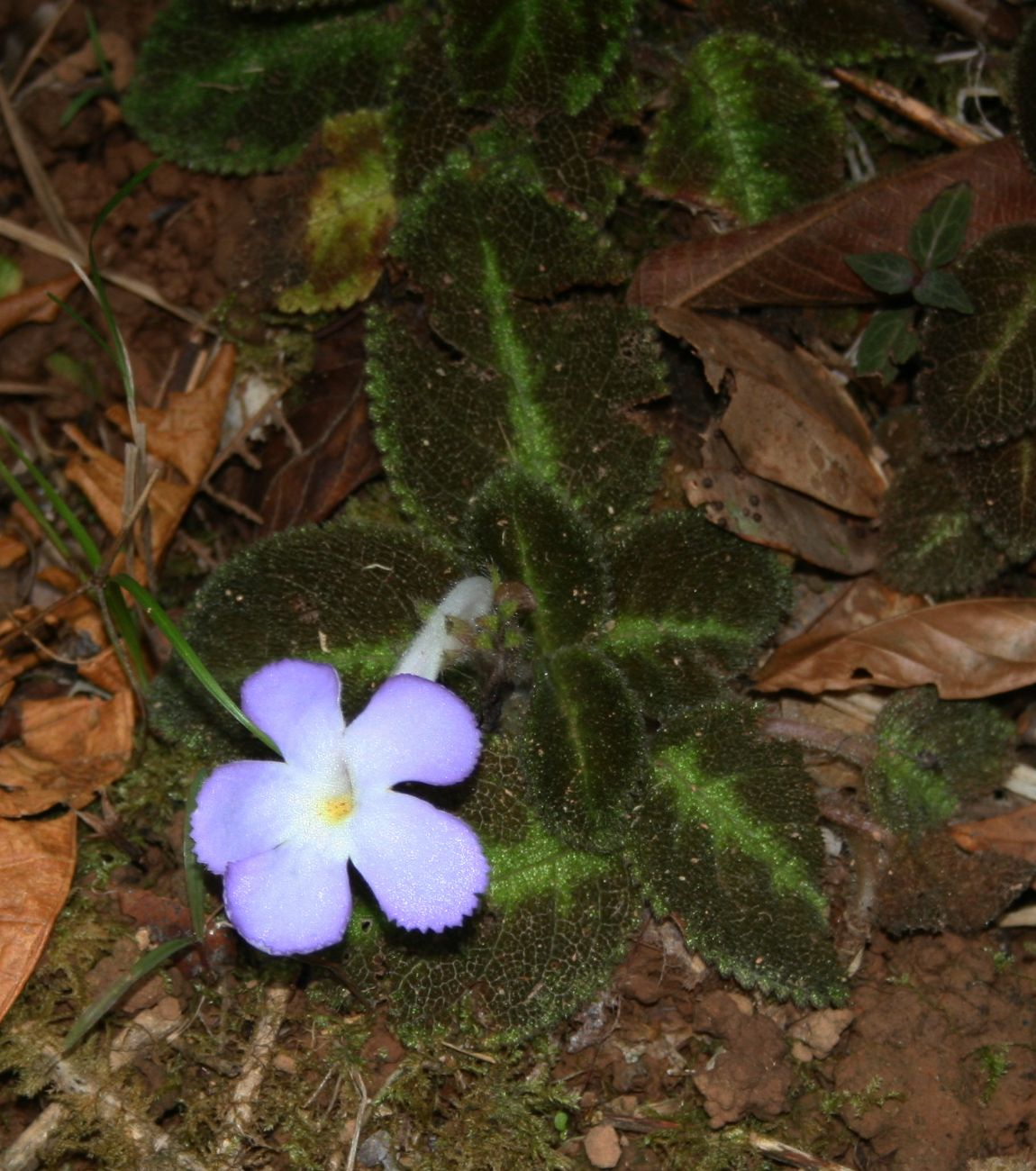
Episcia lilacina.

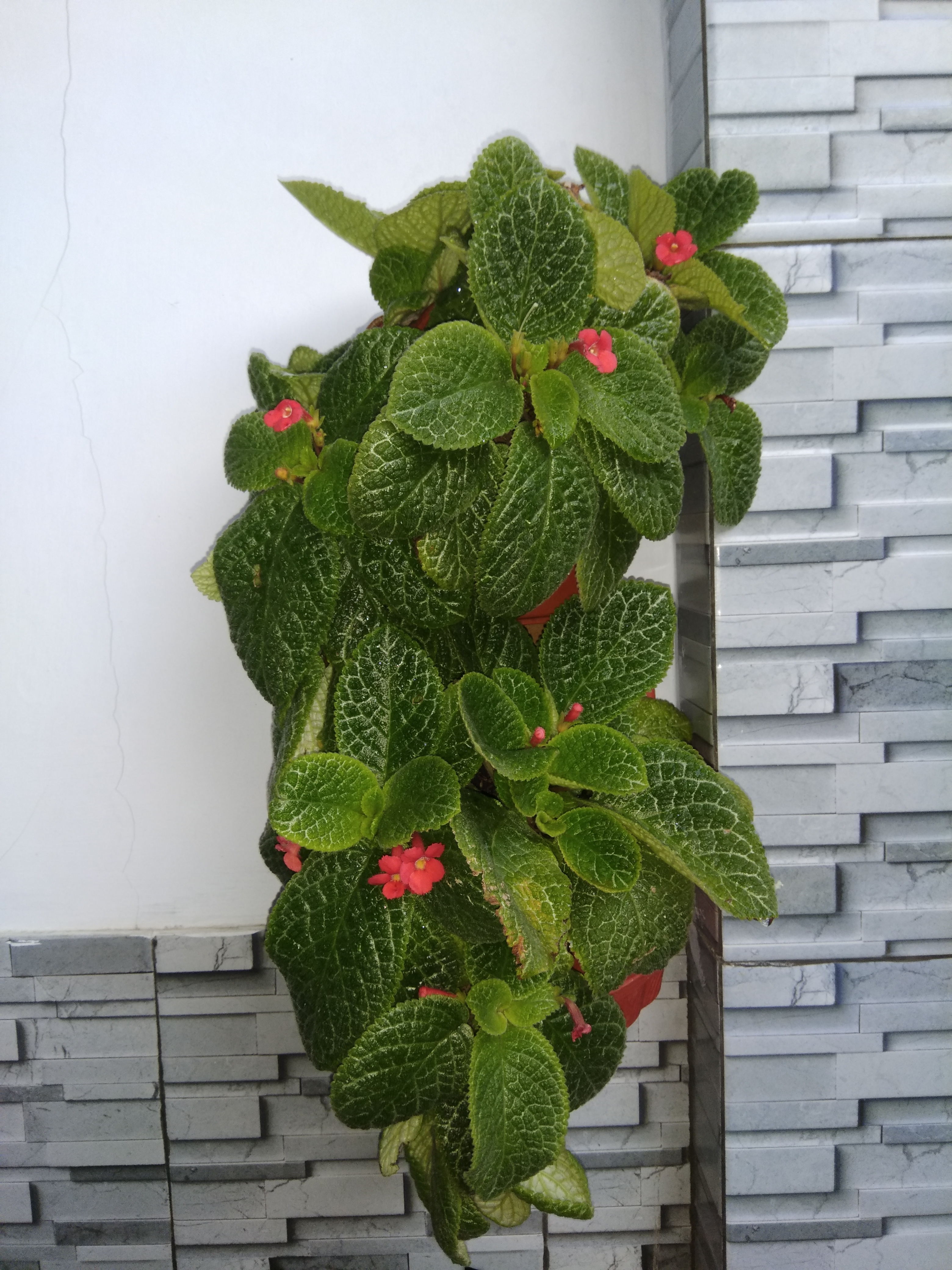
Episcia cupreata

Episcia acaulis Episcia adenosiphon Episcia andina
Episcia aurea Episcia bicolor Episcia bractescens
Episcia bryogeton Episcia buchteinii Episcia buchtienii
Episcia chontalensis Episcia ciliosa Episcia conferta
Episcia congesta Episcia cordata Episcia cuneata
Episcia cupreata Episcia dariensis Episcia decumbens
Episcia decurrens Episcia densa Episcia dianthiflora
Episcia elongata Episcia erythropus Episcia falgida
Episcia fendleriana Episcia fimbriata Episcia fulgida
Episcia glabra Episcia guadalupensis Episcia hansteiniana
Episcia hastata Episcia hirsuta Episcia hirtiflora
Episcia hispida Episcia hookeri Episcia inclinata
Episcia kohlerioides Episcia lanceolata Episcia lilacina
Episcia lineata Episcia longifolia Episcia longipedunculata
Episcia longipetiolata Episcia luciani Episcia lucianii
Episcia lurida Episcia lynchei Episcia maculata
Episcia melittiflora Episcia melittifolia Episcia mellitifolia
Episcia membranacea Episcia mimuloides Episcia ochroleuca
Episcia panamensis Episcia peltata Episcia picta
Episcia porphyrotricha Episcia porphyrotrichus Episcia prancei
Episcia pulchella Episcia punctata Episcia purpusii
Episcia reptans Episcia resioides Episcia rosea
Episcia silvatica Episcia sphalera Episcia splendens
Episcia subacaulis Episcia tesselata Episcia tessellata
Episcia truncicola Episcia urticifolia Episcia villosa
Episcia xantha Episcia Hybriden